# Benoît Jutras (Komponist)
Benoît Jutras (* 1963 in Montreal, Kanada) ist ein kanadischer Komponist.

## Leben
Benoît Jutras erlernte relativ früh das Piano, sodass er bereits im Alter von fünf Jahren seine ersten Konzerte gab. Später entdeckte er für sich die Rockmusik und hörte als Pianist, bevor er sich anschließend für die Komposition entschied. Von 1984 bis 1987 studierte er Musik am Conservatoire de musique du Québec à Montréal. Nach seinem Master wollte er ursprünglich promovieren, doch über einen Freund erhielt er das Angebot beim Cirque du Soleil für einige Wochen als Bandleader einzuspringen. Anschließend wurde aus dem Engagement eine fünfmonatige Tour durch Kanada und Kalifornien. Die lief für ihn so erfolgreich, dass er 17 weitere Jahre blieb.
Neben veröffentlichten Musikalben wie La Nouba und Le Rêve schreibt Jutras seit 1997 vermehrt auch Filmmusik. So komponierte er für Filme wie Die andere Seite des Mondes und Borderline – Kikis Story die Musik, während er für seine Komposition in dem Drama Alegria im Jahr 2000 den kanadischen Filmpreis Prix Jutra für die Beste Filmmusik erhielt.
Jutras ist mit einer Australierin verheiratet, mit der er eine gemeinsame Tochter hat. Die Familie lebt in London, England.

## Diskografie
- 1996: La Nouba
- 1996: Quidam
- 1998: „O“
- 1999: Alegria
- 2000: Francesco
- 2003: La Face cachée de la lune
- 2005: Le Rêve

## Filmografie (Auswahl)
- 1998: Alegria
- 2003: Die andere Seite des Mondes (La face cachée de la lune)
- 2008: Borderline – Kikis Story (Borderline)